# Hrabstwo Greensville

Piramida wieku hrabstwa

Hrabstwo Greensville – hrabstwo w USA, w stanie Wirginia, według spisu z 2000 roku liczba ludności wynosiła 11560. Siedzibą hrabstwa jest Emporia.

## Geografia
Według spisu hrabstwo zajmuje powierzchnię 769 km², z czego 765 km² stanowią lądy, a 4 km² – wody.

### Miasta
- Jarratt